# Huia cavitympanum
Huia cavitympanum es una especie  de anfibios de la familia Ranidae.

## Distribución geográfica
Se encuentra en la isla de Borneo (Indonesia, Malasia y, posiblemente en Brunéi).

## Estado de conservación
Se encuentra amenazada de extinción por la pérdida de su hábitat natural.